# Meridiano 147 W
O meridiano 147 W é um meridiano que, partindo do Polo Norte, atravessa o Oceano Ártico, América do Norte, Oceano Pacífico, Oceano Antártico, Antártida e chega ao Polo Sul. Forma um círculo máximo com o Meridiano 33 E.
Começando no Polo Norte, o meridiano 147º Oeste tem os seguintes cruzamentos:
| País, território ou mar | Notas |
| ----------------------- | --- |
| Oceano Ártico           | |
| Mar de Beaufort         | |
| Estados Unidos          | Alasca - Ilhas Stockton                                                                                        |
| Mar de Beaufort         | |
| Estados Unidos          | Alasca |
| Prince William Sound    | Passa entre a Ilha Glacier e a Ilha Bligh, Alasca, Estados Unidos                                              |
| Estados Unidos          | Ilha Montague, Alasca                                                                                          |
| Oceano Pacífico         | Passa entre os atóis Rangiroa e Arutua, Polinésia Francesa · Passa a oeste do atol Kaukura, Polinésia Francesa |
| Oceano Antártico        | |
| Antártida               | território não reivindicado                                                                                    |